# Monti Prenestini

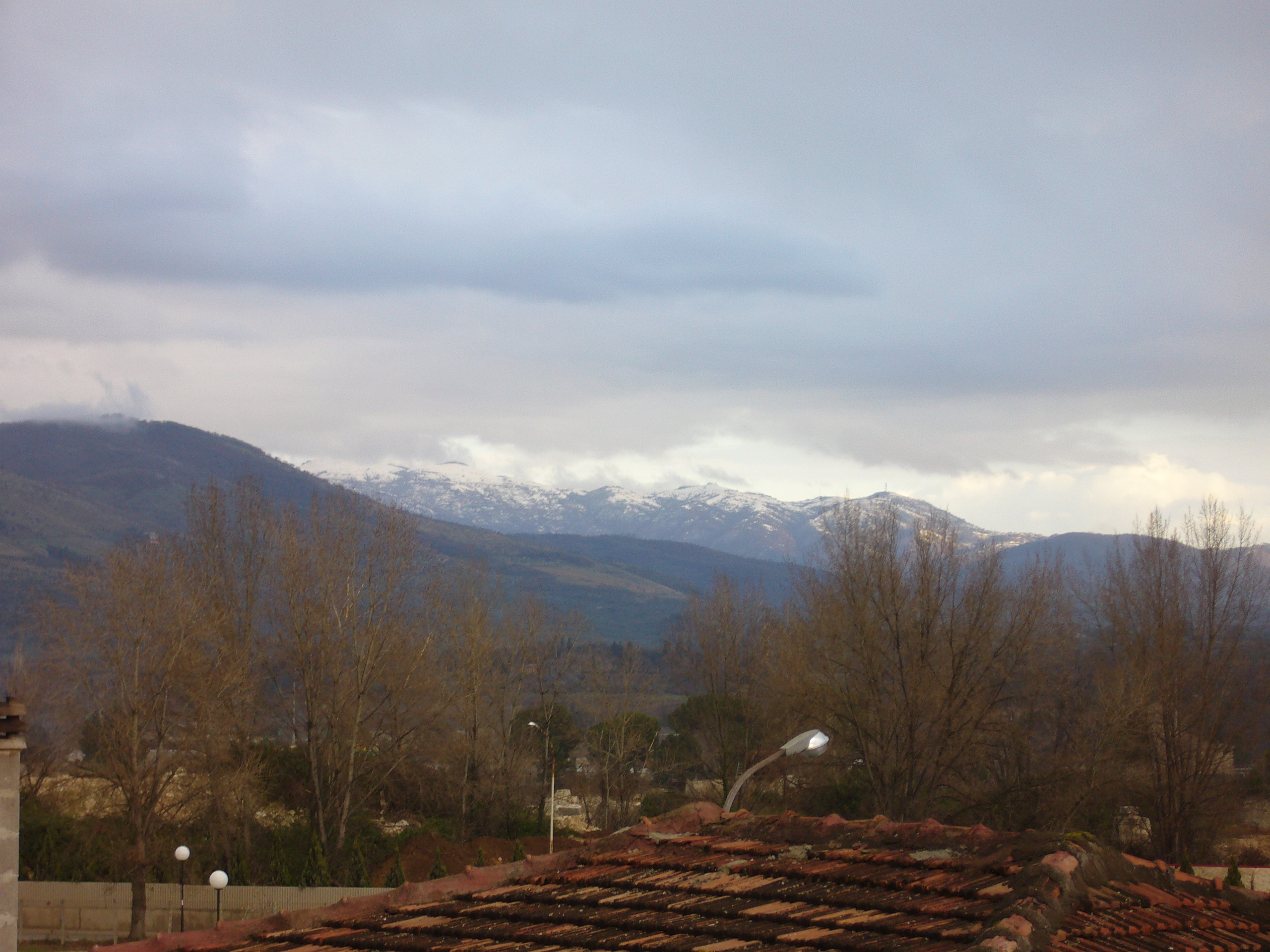
Monti Prenestini

Monti Prenestini är en bergskedja som är en del av Apenninerna i regionen Lazio öster om Rom. Monti Prenestini gränsar mot Monti Tiburtini i norr, mot Monti Ruffi i öster och mot floddalen Sacco i söder. Den högsta toppen i bergskedjan, Monte Guadagnolo, är 1 218 meter hög och ligger i kommunen Capranica Prenestina i provinsen Rom i Lazio.
Under antiken utgjorde Monti Prenestini området ager romanus gräns i söder.